# Ramona Singer

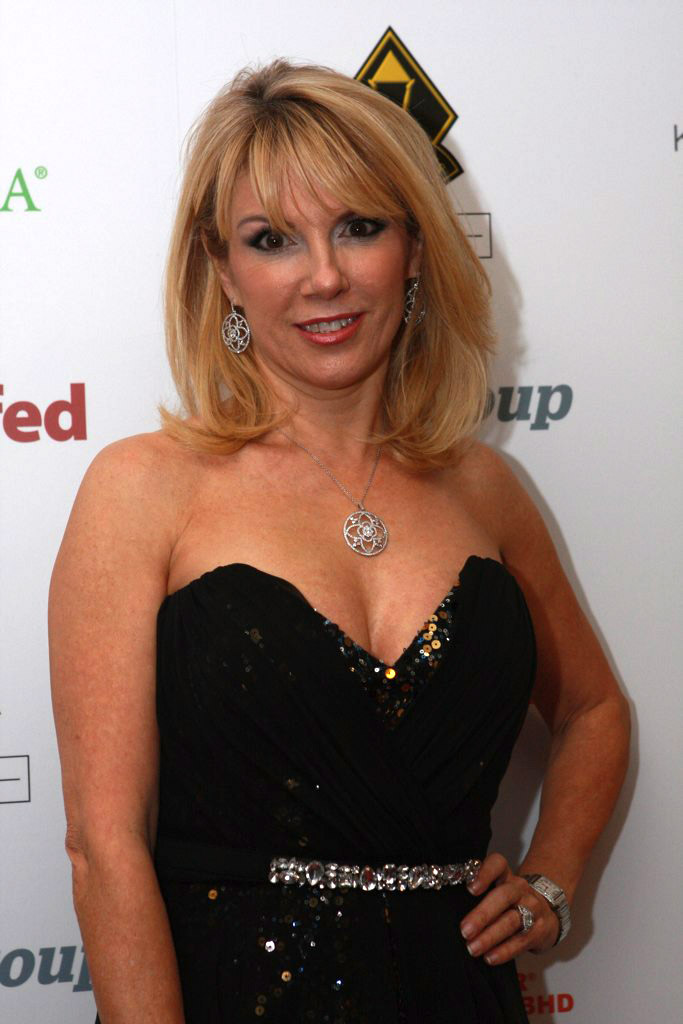
Ramona Singer

Ramona Singer (* 18. November 1956 in Rhinebeck, New York) ist eine US-amerikanische Fernsehdarstellerin, Designerin und Autorin. Durch ihre Teilnahme an der US-Fernsehsendung The Real Housewives of New York City erreichte sie internationale Bekanntheit.

## Karriere
Singer studierte Betriebswirtschaftslehre und Vertriebswesen am Fashion Institute of Technology in New York, wo sie die erste weibliche Absolventin des vierjährigen Diplomstudiengangs war. Anschließend arbeitete sie als Einkäuferin für das US-amerikanische Kaufhausunternehmen Macy’s, sowie im Vertrieb der Modelabel Calvin Klein und French Connection. 1986 gründete Singer ihr Modevertriebsunternehmen RMS Fashions, Inc., zusammen mit ihrem damaligen Ehemann Mario Singer gründete sie 2005 ein Schmucklabel unter dem Namen True Faith Jewelry.
2008 wurde Singer Teil der ersten Staffel von The Real Housewives of New York City, einer US-Fernsehsendung, die das Leben wohlhabender Frauen in New York verfolgt. Neben Singer sind auch Bethenny Frankel und Sonja Morgan durch die Serie bekannt geworden. 2021 ist sie in der 13. Staffel noch immer Teil der Besetzung und verdient pro Folge rund eine halbe Million US-Dollar.
2009 bis 2010 verkaufe Singer zwei Modeschmuck-Kollektionen durch den US-amerikanischen Teleshoppingkanal HSN. 2010 erschien auch Singers Kosmetiklinie Tru Renewal, worauf 2021 eine zweite Kosmetiklinie unter dem Namen Ageless by Ramona folgte. 2011 folgte der Weinvertrieb eines Pinot Grigios unter der Marke Ramona Pinot Grigio.
Singer hat eine Tochter.
2015 erschien Singers Autobiografie Life on the Ramona Coaster bei dem Verlag Post Hill Press.
Singer vermietet auch ihre Villa in Southampton während des Winters für monatlich 165.000 US-Dollar.